# 長野県立上伊那農業高等学校
もしかして
- 長野県上伊那農業高等学校

ではありませんか？